# Liste der Staatsoberhäupter von Südrhodesien

Flagge des Präsidenten von Rhodesien

Dies ist eine Liste der Staatsoberhäupter von Südrhodesien und seiner Nachfolgestaaten von der Einführung der Selbstregierung im Jahre 1923 bis zur Unabhängigkeit als Republik Simbabwe im Jahre 1980.
Rhodesien entstand durch ausgewanderte weiße Siedler aus Großbritannien, welche die Kolonie Südrhodesien bildeten und ab 1923 Selbstregierung erhielten. Der britische Monarch – vertreten durch einen Gouverneur – war Staatsoberhaupt. Der südrhodesische Premierminister Ian Smith erklärte 1965 einseitig die Unabhängigkeit Rhodesiens von Großbritannien; 1970 wurde die Monarchie formell abgeschafft und die Republik eingeführt. Als Staatsoberhaupt wurde ein Präsident gewählt, der erste Präsident war Clifford Dupont. Das unabhängige Rhodesien blieb international weitestgehend isoliert; 1978 wurde erstmals die schwarze Bevölkerungsmehrheit an der Regierung beteiligt und das Land in Simbabwe-Rhodesien umbenannt. Nachdem dieser Versuch, die internationale Isolation zu beenden und anerkannt zu werden scheiterte, wurde nach  einer Übergangszeit, in der Großbritannien erneut die Verwaltung übernahm, das Land 1980 als Republik Simbabwe unabhängig.
| # | Bild                                         | Name (Lebensdaten)                                      | Amtsantritt                                  | Amtsende                                     | Partei                                       |                                              |
| --- | -------------------------------------------- | ------------------------------------------------------- | -------------------------------------------- | -------------------------------------------- | -------------------------------------------- | -------------------------------------------- |
| Britische Kronkolonie Südrhodesien (1. Oktober 1923 bis 17. April 1980) Generalgouverneur als Vertreter der britischen Krone |                                              |                                                         |                                              |                                              |                                              |                                              |
| 1 |                                              | John Chancellor (1870–1952)                             | 1. Oktober 1923                              | 15. Juni 1928                                |                                              |                                              |
| - |                                              | Murray Bisset (1876–1931) Interimsgouverneur            | 15. Juni 1928                                | 24. November 1928                            |                                              |                                              |
| 2 |                                              | Cecil Hunter-Rodwell (1874–1953)                        | 24. November 1928                            | 1. Mai 1934                                  |                                              |                                              |
| - |                                              | Alexander Fraser Russell (1876–1952) Interimsgouverneur | 1. Mai 1934                                  | 8. Januar 1935                               |                                              |                                              |
| 3 |                                              | Herbert Stanley (1872–1955)                             | 8. Januar 1935                               | 8. Januar 1942                               |                                              |                                              |
| - |                                              | Alexander Fraser Russell (1876–1952) Interimsgouverneur | 8. Januar 1942                               | 10. Dezember 1942                            |                                              |                                              |
| 4 |                                              | Evelyn Baring (1903–1973)                               | 10. Dezember 1942                            | 26. Oktober 1944                             |                                              |                                              |
| - |                                              | Robert James Hudson (1885–1963) Interimsgouverneur      | 26. Oktober 1944                             | 20. Februar 1945                             |                                              |                                              |
| 5 |                                              | Campbell Tait (1886–1946)                               | 20. Februar 1945                             | 2. Februar 1946                              |                                              |                                              |
| - |                                              | Alexander Fraser Russell (1876–1952) Interimsgouverneur | 2. Februar 1946                              | 19. Juli 1946                                |                                              |                                              |
| - |                                              | Robert James Hudson (1885–1963) Interimsgouverneur      | 19. Juli 1946                                | 14. Januar 1947                              |                                              |                                              |
| 6 |                                              | John Noble Kennedy (1893–1970)                          | 14. Januar 1947                              | 21. November 1953                            |                                              |                                              |
| - |                                              | Robert Clarkson Tredgold (1899–1977) Interimsgouverneur | 21. November 1953                            | 26. November 1954                            |                                              |                                              |
| 7 |                                              | Peveril William-Powlett (1898–1985)                     | 26. November 1954                            | 28. Dezember 1959                            |                                              |                                              |
| 8 |                                              | Humphrey Gibbs (1902–1990)                              | 28. Dezember 1959                            | 11. November 1965 bzw. 24. Juni 1969         |                                              |                                              |
| Am 11. November 1965 erklärte die südrhodesische Regierung unter Ian Smith die Unabhängigkeit des Landes von Großbritannien. Rhodesien sollte ein Commonwealth Realm mit Königin Elisabeth II. als nominellem Staatsoberhaupt werden. Die britische Regierung erkannte dies jedoch nicht an und ließ die Regierung Smith für abgesetzt erklären. Daraufhin versagte die Regierung Smith dem britischen Gouverneur die Anerkennung als Vertreter der Königin und ernannte an seiner Stelle einen "Officer Administering the Government". Gouverneur Gibbs erhielt seinen Anspruch als Gouverneur aufrecht und residierte bis zur formellen Abschaffung der Monarchie 1969 weiterhin in Rhodesien. |                                              |                                                         |                                              |                                              |                                              |                                              |
| Unabhängiges Rhodesien (1965–1970) Officer Administering the Government als nomineller Vertreter der Krone |                                              |                                                         |                                              |                                              |                                              |                                              |
| — |                                              | Clifford Dupont (1905–1978)                             | 11. November 1965                            | 2. März 1970                                 | Rhodesische Front                            |                                              |
| Republik Rhodesien (1970–1979) Präsidenten |                                              |                                                         |                                              |                                              |                                              |                                              |
| Ian Smiths Vorhaben, Rhodesien in ein Commonwealth Realm zu verhandeln, scheiterte am Widerstand der britischen Regierung. 1969 wurde durch Referendum die Monarchie abgeschafft und 1970 Rhodesien zur Republik erklärt. Der bisherige „Officer Administering the Government“ wurde zum ersten Präsidenten gewählt. |                                              |                                                         |                                              |                                              |                                              |                                              |
| 1 |                                              | Clifford Dupont (1905–1978)                             | 16. April 1970                               | 31. Dezember 1975                            | Rhodesische Front                            |                                              |
| — |                                              | Henry Everard (1897–1980) Interimspräsident             | 31. Dezember 1975                            | 14. Januar 1976                              | Rhodesische Front                            |                                              |
| 2 |                                              | John Wrathall (1913–1978)                               | 14. Januar 1976                              | 31. August 1978                              | Rhodesische Front                            |                                              |
| — |                                              | Henry Everard (1897–1980) Interimspräsident             | 31. August 1978                              | 1. November 1978                             | Rhodesische Front                            |                                              |
| — |                                              | Jack William Pithey (1903–1987) Interimspräsident       | 1. November 1978                             | 5. März 1979                                 | Rhodesische Front                            |                                              |
| — |                                              | Henry Everard (1897–1980) Interimspräsident             | 5. März 1979                                 | 1. Juni 1979                                 | Rhodesische Front                            |                                              |
| — | Republik Simbabwe-Rhodesien (1979) Präsident | Republik Simbabwe-Rhodesien (1979) Präsident            | Republik Simbabwe-Rhodesien (1979) Präsident | Republik Simbabwe-Rhodesien (1979) Präsident | Republik Simbabwe-Rhodesien (1979) Präsident | Republik Simbabwe-Rhodesien (1979) Präsident |
| Im Jahr 1979 wurden erstmals Vertreter der schwarzen Bevölkerungsmehrheit an der Regierung beteiligt. Auch der Republik Simbabwe-Rhodesien fehlte es an internationaler Anerkennung. |                                              |                                                         |                                              |                                              |                                              |                                              |
| 3 |                                              | Josia Zion Gumede (1919–1989)                           | 1. Juni 1979                                 | 11. Dezember 1979                            | United African National Council              |                                              |
| Britische Kronkolonie Südrhodesien (12. Dezember 1979 bis 17. April 1980) Generalgouverneur als Vertreter der britischen Krone |                                              |                                                         |                                              |                                              |                                              |                                              |
| 9 |                                              | Christopher Baron Soames (1920–1987)                    | 11. Dezember 1979                            | 18. April 1980                               | Konservative Partei (Großbritannien)         |                                              |